# Felix Czerny (Basketballtrainer)
Felix Maximilian Czerny (* 23. April 1984 in Tuttlingen) ist ein deutscher Basketballtrainer.

## Laufbahn
Czerny betrieb als Jugendlicher die Sportarten Handball und Tennis. Mit zehn Jahren begann er bei der TG Tuttlingen mit dem Basketball und spielte ab einem Alter von 14 Jahren an der Urspringschule. Im Sommer 2002 nahm er mit der deutschen Juniorennationalmannschaft an der Europameisterschaft im eigenen Land teil. 2003 stieg er unter Trainer Ralph Junge mit der TSG Ehingen in die 2. Basketball-Bundesliga auf. Nach einem Handbruch im Sommer 2003 musste Czerny längere Zeit als Spieler aussetzen und betreute als Trainer die Oberligamannschaft der Urspringschule. Im Spieljahr 2004/05 gehörte der 1,94 Meter große Flügelspieler dem Aufgebot der University of San Francisco (Vereinigte Staaten) an und wurde in 13 Spielen eingesetzt (0,7 Punkte im Durchschnitt). Ein Bandscheibenvorfall machte Czerny während seiner Zeit an der Hochschule zu schaffen. Während der Sommerpause 2005 unterschrieb er einen Dreijahresvertrag beim Bundesligaverein Tigers Tübingen, bestritt letztlich aber keinen Einsatz in der Basketball-Bundesliga. Er unterzog sich einer Rückenoperation und begann in Tübingen anschließend die Wiederaufbauphase, wurde im Frühjahr 2006 an den Zweitligisten Ehingen ausgeliehen, um Spielpraxis zu sammeln. In dieser Zeit war Czerny dort ebenfalls als Jugendtrainer tätig. Aufgrund seiner Rückenprobleme musste Czerny 2006 seine Spielerlaufbahn einstellen.
Ab Januar 2007 wurde Czerny als Trainer an der Urspringschule tätig. Unter seiner Leitung gewann die Internatsmannschaft 2007, 2008, 2010 sowie 2011 die deutsche U19-Meisterschaft. Gemeinsam mit Ralph Junge förderte er an der Urspringschule spätere Bundesliga-Profis wie Christian Standhardinger, Maurice Stuckey und Malik Müller. Zum 1. Juli 2012 wechselte Czerny in die Nachwuchsabteilung des FC Bayern München und betreute bis 2014 Bayerns U19-Mannschaft in der Nachwuchs-Basketball-Bundesliga. Nach seinem Weggang aus München bildete sich Czerny unter anderem als Hospitant von europäischen Spitzenvereinen weiter und gehörte zum Stab des Zweitligisten Nürnberger BC während einer Turnierreise in China sowie einer Auswahl von Nürnberger und Urspringer Spielern während einer Turnierteilnahme in den Vereinigten Staaten.
Im Frühjahr 2016 wurde er als Sportlicher Leiter der Nachwuchsabteilung des Zweitligisten Nürnberger BC vorgestellt. Die Zukunft des Nürnberger Profibasketballs stand in diesen Monaten auf der Kippe, Czerny wechselte noch im Sommer 2016 von Nürnberg nach Ludwigsburg und übernahm bei der dortigen Basketball-Akademie das Cheftraineramt der U19-Mannschaft.
Anfang Juli 2018 wurde Czerny Cheftrainer des FC Baunach (2. Bundesliga ProA), der Ausbildungsmannschaft des Bundesligisten Brose Bamberg. Im Februar 2019 wurde er in Baunach entlassen, nachdem die Mannschaft zu diesem Zeitpunkt Tabellenletzter war, neun der vorherigen zehn Spiele verloren hatte und insgesamt eine Bilanz von fünf Siegen und 19 Niederlagen aufwies. Er begann eine Ausbildung zum Heilpraktiker. Im Mai 2021 kehrte Czerny zu Ehingen/Urspring zurück und übernahm das Cheftraineramt der Mannschaft in der 2. Bundesliga ProA. Nach 17 Niederlagen in Folge stand er im Januar 2022 mit Ehingen/Urspring auf dem letzten Tabellenrang und wechselte im selben Monat ins Manageramt. Nach dem Ende der Saison 2021/22 zog er sich aus privaten Gründen zurück, blieb bei Ehingen/Urspring aber beratend tätig.
2024 wurde Czerny Mitglied in Ehingen/Ursprings Leistungssportausschuss. Er war im Allgäu beim Golf-Club Waldegg-Wiggensbach beschäftigt, im Februar 2025 trat Czerny die Leitung des Migros Golfparks in der Ostschweiz an.